# زیردریایی اس-۳۶۳
زیردریایی اس-۳۶۳ (به انگلیسی: Soviet submarine S-363) یک زیردریایی بود که طول آن ۷۶ متر (۲۴۹ فوت ۴ اینچ) بود. این زیردریایی در سال ۱۹۵۶ ساخته شد.